# Cima de Vila (Junquera de Ambía)
Cima de Vila es un lugar español situado en la parroquia de Abeleda, del municipio de Junquera de Ambía, en la provincia de Orense, Galicia.

## Demografía
| Gráfica de evolución demográfica de Cima de Vila entre 2000 y 2022 |
|                                                                    |
| Datos según el nomenclátor publicado por el INE.                   |